# Japon aux Jeux olympiques d'hiver de 2022
Le Japon participe aux Jeux olympiques d'hiver de 2022 à Pékin en Chine du 4 au 20 février 2022. Il s'agit de sa vingt et deuxième participation à des Jeux d'hiver.

## Délégation
Aux Jeux olympiques d'hiver de 2022, les athlètes de l'équipe du Japon participent aux épreuves suivantes :
| Sport               | Hommes | Femmes | Total |
| ------------------- | ------ | ------ | ----- |
| Biathlon            | 2      | 4      | 6     |
| Combiné nordique    | 5      | -      | 5     |
| Curling             | 0      | 5      | 5     |
| Hockey sur glace    | 0      | 23     | 23    |
| Luge                | 1      | 0      | 1     |
| Patinage artistique | 5      | 5      | 10    |
| Patinage de vitesse | 7      | 7      | 14    |
| Short-track         | 4      | 3      | 7     |
| Saut à ski          | 5      | 4      | 9     |
| Ski alpin           | 1      | 2      | 3     |
| Ski acrobatique     | 6      | 5      | 11    |
| Ski de fond         | 4      | 4      | 8     |
| Snowboard           | 9      | 10     | 19    |
| Total               | 49     | 72     | 121   |

## Médaillés
| Sport               | Discipline        | Athlète(s)      | Performance   | Date       |
| ------------------- | ----------------- | --------------- | ------------- | ---------- |
| Patinage de vitesse | 1 000 m femmes    | Miho Takagi     | 1 min 13 s 19 | 17 février |
| Saut à ski          | Saut à ski hommes | Ryōyū Kobayashi | 104,05 mètres | 6 février  |
| Snowboard           | Half-pipe hommes  | Ayumu Hirano    | 96,00 points  | 11 février |

| Sport               | Discipline                   | Athlète(s) | Performance                  | Date       |
| ------------------- | ---------------------------- | --- | ---------------------------- | ---------- |
| Curling             | Tournoi féminin              | Satsuki Fujisawa Chinami Yoshida Yumi Suzuki Yurika Yoshida Kotomi Ishizaki                                   | Défaite 3-10 Grande-Bretagne | 20 février |
| Patinage artistique | Épreuve par équipes          | Shōma Uno Yuma Kagiyama Wakaba Higuchi Kaori Sakamoto Riku Miura Ryuichi Kihara Misato Komatsubara Tim Koleto | 63 points                    | 7 février  |
| Patinage artistique | Hommes                       | Yuma Kagiyama                                                                                                 | 310,05 points                | 10 février |
| Patinage de vitesse | 1 500 m femmes               | Miho Takagi                                                                                                   | 1 min 53 s 72                | 6 février  |
| Patinage de vitesse | 500 m femmes                 | Miho Takagi                                                                                                   | 37 s 12                      | 13 février |
| Patinage de vitesse | Poursuite par équipes femmes | Ayano Sato Miho Takagi Nana Takagi                                                                            | 3 min 4 s 47                 | 15 février |
| Saut à ski          | Grand tremplin hommes        | Ryōyū Kobayashi                                                                                               | 292,8 points                 | 12 février |

| Sport               | Discipline          | Athlète(s)                                               | Performance            | Date       |
| ------------------- | ------------------- | -------------------------------------------------------- | ---------------------- | ---------- |
| Combiné nordique    | Grand tremplin      | Akito Watabe                                             | 27 min 13 s 9          | 15 février |
| Combiné nordique    | Épreuve par équipes | Akito Watabe Yoshito Watabe Hideaki Nagai Ryōta Yamamoto | 51 min 28 s 3          | 17 février |
| Patinage artistique | Hommes              | Shōma Uno                                                | 293,00 points          | 10 février |
| Patinage artistique | Femmes              | Kaori Sakamoto                                           | 233,13 points          | 17 février |
| Patinage de vitesse | 500 m hommes        | Wataru Morishige                                         | 34 s 50                | 12 février |
| Ski acrobatique     | Bosses hommes       | Ikuma Horishima                                          | 23 s 86 / 81,48 points | 5 février  |
| Snowboard           | Half-pipe femmes    | Sena Tomita                                              | 88,25 points           | 10 février |
| Snowboard           | Big air femmes      | Kokomo Murase                                            | 171,50 points          | 15 février |

| Sport               |   |   |   | Total |
| ------------------- | - | - | - | ----- |
| Combiné nordique    | 0 | 0 | 2 | 2     |
| Curling             | 0 | 1 | 0 | 1     |
| Patinage artistique | 0 | 2 | 2 | 4     |
| Patinage de vitesse | 1 | 3 | 1 | 5     |
| Saut à ski          | 1 | 1 | 0 | 2     |
| Ski acrobatique     | 0 | 0 | 1 | 1     |
| Snowboard           | 1 | 0 | 2 | 3     |
| Total               | 3 | 7 | 8 | 18    |

| Jour       |   |   |   | Total |
| ---------- | - | - | - | ----- |
| 5 février  | 0 | 0 | 1 | 1     |
| 6 février  | 1 | 0 | 0 | 1     |
| 7 février  | 0 | 2 | 0 | 2     |
| 10 février | 0 | 1 | 2 | 3     |
| 11 février | 1 | 0 | 0 | 1     |
| 12 février | 0 | 1 | 1 | 2     |
| 13 février | 0 | 1 | 0 | 1     |
| 14 février | 0 | 0 | 1 | 1     |
| 15 février | 0 | 1 | 1 | 2     |
| 17 février | 1 | 0 | 2 | 3     |
| 20 février | 0 | 1 | 0 | 1     |
| Total      | 3 | 7 | 8 | 18    |

| Sexe   |   |   |   | Total |
| ------ | - | - | - | ----- |
| Femmes | 1 | 4 | 3 | 8     |
| Hommes | 2 | 2 | 5 | 9     |
| Mixte  | 0 | 1 | 0 | 1     |
| Total  | 3 | 7 | 8 | 18    |

| Athlète         | Sport               |   |   |   | Total |
| --------------- | ------------------- | - | - | - | ----- |
| Miho Takagi     | Patinage de vitesse | 1 | 3 | 0 | 4     |
| Ryōyū Kobayashi | Saut à ski          | 1 | 1 | 0 | 2     |
| Yuma Kagiyama   | Patinage artistique | 0 | 2 | 0 | 2     |
| Kaori Sakamoto  | Patinage artistique | 0 | 0 | 2 | 2     |
| Shōma Uno       | Patinage artistique | 0 | 0 | 2 | 2     |
| Akito Watabe    | Combiné nordique    | 0 | 0 | 2 | 2     |

## Résultats

### Biathlon
| Kosuke Ozaki     | 58 min 37 s 9 | 6 (1+0+4+1) | 82e | 26 min 24 s 1 | 0 (0+0) | 44e | 46 min 56 s 6 | 4 (0+2+0+2) | 51e |
| Tsukasa Kobonoki | 54 min 16 s 6 | 3 (1+0+1+1) | 44e | 26 min 17 s 8 | 1 (0+1) | 41e | 46 min 16 s   | 5 (1+1+2+1) | 46e |

| Asuka Hachisuka  | 51 min 58 s   | 4 (0+1+0+3) | 65e | 26 min 6 s 7  | 4 (4+0) | 87e | -             | -           | -   |
| Fuyuko Tachizaki | 48 min 17 s 5 | 3 (1+1+0+1) | 27e | 32 min 10 s 8 | 1 (0+1) | 39e | 40 min 27 s 8 | 3 (0+1+1+1) | 42e |
| Sari Maeda       | 52 min 45 s   | 7 (2+1+0+4) | 74e | 23 min 58 s 9 | 3 (1+2) | 67e | -             | -           | -   |
| Yurie Tanaka     | 52 min 26 s 3 | 4 (2+1+0+1) | 71e | 24 min 21 s 5 | 1 (0+1) | 74e | -             | -           | -   |

| Athlètes                                                  | Épreuve | Temps               | Pénalité | Rang |
| --------------------------------------------------------- | ------- | ------------------- | -------- | ---- |
| Kosuke Ozaki Tsukasa Kobonoki Fuyuko Tachizaki Sari Maeda | Mixte   | Ont concédé un tour | 3+11     | 18e  |

### Combiné nordique
| Athlète                                                  | Épreuve          | Saut à ski | Saut à ski | Saut à ski | Ski de fond   | Ski de fond | Total         | Total                               |
| Athlète                                                  | Épreuve          | Distance   | Points     | Rang       | Temps         | Rang        | Temps         | Rang                                |
| -------------------------------------------------------- | ---------------- | ---------- | ---------- | ---------- | ------------- | ----------- | ------------- | ----------------------------------- |
| Akito Watabe                                             | Tremplin normal, | 98,0 m     | 114,1      | 9e         | 24 min 24 s 1 | 4e          | 25 min 40 s 1 | 7e                                  |
| Ryōta Yamamoto                                           | Tremplin normal, | 108,0 m    | 133,0      | 1er        | 26 min 54 s 3 | 34e         | 26 min 54 s 3 | 14e                                 |
| Sora Yachi                                               | Tremplin normal, | 103,5 m    | 116,9      | 5e         | 27 min 34 s 6 | 40e         | 28 min 38 s 6 | 30e                                 |
| Yoshito Watabe                                           | Tremplin normal, | 97,5 m     | 110,8      | 27e        | 27 min 8 s 7  | 22e         | 30 min 10 s 7 | 25e                                 |
| Akito Watabe                                             | Grand tremplin,  | 135,0 m    | 126,4      | 5e         | 26 min 19 s 6 | 10e         | 27 min 13 s 9 | Médaille de bronze, Jeux olympiques |
| Hideaki Nagai                                            | Grand tremplin,  | 117,0 m    | 83,7       | 32e        | 27 min 28 s 9 | 28e         | 31 min 12 s 9 | 31e                                 |
| Ryōta Yamamoto                                           | Grand tremplin,  | 140,0 m    | 128,7      | 2e         | 27 min 44 s 1 | 34e         | 28 min 28 s 1 | 12e                                 |
| Yoshito Watabe                                           | Grand tremplin,  | 118,0 m    | 94,4       | 27e        | 27 min 8 s 7  | 22e         | 30 min 10 s 7 | 25e                                 |
| Akito Watabe Hideaki Nagai Ryota Yamamoto Yoshito Watabe | Par équipes,     | 522,0 m    | 466,6      | 4e         | 51 min 28 s 3 | 4e          | 51 min 40 s 3 | Médaille de bronze, Jeux olympiques |

### Curling
| Équipe                                                                      | Épreuve         | Premier tour      | Premier tour        | Premier tour          | Premier tour      | Premier tour        | Premier tour              | Premier tour                 | Premier tour             | Premier tour       | Premier tour | Demi-finale         | Finale / MB                  | Finale / MB                        |
| Équipe                                                                      | Épreuve         | Adversaire Score  | Adversaire Score    | Adversaire Score      | Adversaire Score  | Adversaire Score    | Adversaire Score          | Adversaire Score             | Adversaire Score         | Adversaire Score   | Rang         | Adversaire Score    | Adversaire Score             | Rang                               |
| --------------------------------------------------------------------------- | --------------- | ----------------- | ------------------- | --------------------- | ----------------- | ------------------- | ------------------------- | ---------------------------- | ------------------------ | ------------------ | ------------ | ------------------- | ---------------------------- | ---------------------------------- |
| Satsuki Fujisawa Chinami Yoshida Yumi Suzuki Yurika Yoshida Kotomi Ishizaki | Tournoi féminin | Suède Défaite 5-8 | Canada Victoire 8-5 | Danemark Victoire 8-7 | ROC Victoire 10-5 | Chine Victoire 10-2 | Corée du Sud Défaite 5-10 | Grande-Bretagne Défaite 4-10 | États-Unis Victoire 10-7 | Suisse Défaite 4-8 | 4e           | Suisse Victoire 8-6 | Grande-Bretagne Défaite 3-10 | Médaille d'argent, Jeux olympiques |

### Hockey sur glace
| Compétition     | Phase de groupe    | Phase de groupe       | Phase de groupe       | Phase de groupe           | Phase de groupe | Quart de finale      | Demi-finale      | Finale / MB      | Finale / MB |
| Compétition     | Adversaire Score   | Adversaire Score      | Adversaire Score      | Adversaire Score          | Rang            | Adversaire Score     | Adversaire Score | Adversaire Score | Rang        |
| --------------- | ------------------ | --------------------- | --------------------- | ------------------------- | --------------- | -------------------- | ---------------- | ---------------- | ----------- |
| Tournoi féminin | Suède Victoire 3-1 | Danemark Victoire 6-2 | Chine Défaite 1-2 (F) | Tchéquie Victoire 3-2 (F) | 1re             | Finlande Défaite 1-7 | Éliminées        | Éliminées        | 6e          |

### Luge
| Athlètes        | Épreuve          | Course 1      | Course 1 | Course 2      | Course 2 | Course 3 | Course 3 | Course 4 | Course 4 | Total         | Total |
| Athlètes        | Épreuve          | Temps         | Rang     | Temps         | Rang     | Temps    | Rang     | Temps    | Rang     | Temps         | Rang  |
| --------------- | ---------------- | ------------- | -------- | ------------- | -------- | -------- | -------- | -------- | -------- | ------------- | ----- |
| Seiya Kobayashi | Monoplace hommes | 1 min 0 s 856 | 31e      | 1 min 0 s 919 | 33e      | 59 s 859 | 30e      | Éliminé  | Éliminé  | 3 min 1 s 634 | 32e   |

### Patinage artistique
| Athlète                       | Épreuve           | Programme court Danse originale | Programme court Danse originale | Programme libre Danse libre | Programme libre Danse libre | Total    | Total                               |
| Athlète                       | Épreuve           | Points                          | Rang                            | Points                      | Rang                        | Points   | Rang                                |
| ----------------------------- | ----------------- | ------------------------------- | ------------------------------- | --------------------------- | --------------------------- | -------- | ----------------------------------- |
| Yuzuru Hanyu                  | Individuel hommes | 95,15                           | 8e                              | 188,06                      | 3e                          | 283,21   | 4e                                  |
| Shōma Uno                     | Individuel hommes | 105,90                          | 3e                              | 187,10                      | 5e                          | 293,00   | Médaille de bronze, Jeux olympiques |
| Yuma Kagiyama                 | Individuel hommes | 108,12                          | 2e                              | 201,93                      | 2e                          | 310,05   | Médaille d'argent, Jeux olympiques  |
| Kaori Sakamoto                | Individuel femmes | 79,84                           | 3e                              | 153,29                      | 4e                          | 233,13   | Médaille de bronze, Jeux olympiques |
| Wakaba Higuchi                | Individuel femmes | 73,51                           | 5e                              | 140,93                      | 6e                          | 214,44   | 5e                                  |
| Mana Kawabe                   | Individuel femmes | 62,69                           | 15e                             | 104,04                      | 23e                         | 166,73   | 23e                                 |
| Riku Miura Ryuichi Kihara     | Couples           | 70,85                           | 8e                              | 141,04                      | 5e                          | 211,89   | 7e                                  |
| Misato Komatsubara Tim Koleto | Danse sur glace   | 65,41                           | 22e                             | Éliminés                    | Éliminés                    | Éliminés | Éliminés                            |

| Athlètes                              | Discipline | Programme court / Danse rythmique | Programme court / Danse rythmique | Programme court / Danse rythmique | Programme court / Danse rythmique | Programme libre / Danse libre | Programme libre / Danse libre | Programme libre / Danse libre | Programme libre / Danse libre       |
| Athlètes                              | Discipline | Points                            | Points équipe                     | Total                             | Rang                              | Points                        | Points équipe                 | Total                         | Rang                                |
| ------------------------------------- | ---------- | --------------------------------- | --------------------------------- | --------------------------------- | --------------------------------- | ----------------------------- | ----------------------------- | ----------------------------- | ----------------------------------- |
| Shōma Uno (C) Yuma Kagiyama (L)       | Hommes     | 105,46                            | 9                                 | 29                                | 3e                                | 208,94                        | 10                            | 63                            | Médaille de bronze, Jeux olympiques |
| Wakaba Higuchi (C) Kaori Sakamoto (L) | Femmes     | 74,73                             | 9                                 | 29                                | 3e                                | 148,66                        | 9                             | 63                            | Médaille de bronze, Jeux olympiques |
| Riku Miura Ryuichi Kihara             | Couples    | 74,45                             | 7                                 | 29                                | 3e                                | 139,60                        | 9                             | 63                            | Médaille de bronze, Jeux olympiques |
| Misato Komatsubara Tim Koleto         | Danse      | 66,54                             | 4                                 | 29                                | 3e                                | 98,66                         | 6                             | 63                            | Médaille de bronze, Jeux olympiques |

### Patinage de vitesse
| Athlète          | Épreuve       | Course        | Course                              |
| Athlète          | Épreuve       | Temps         | Rang                                |
| ---------------- | ------------- | ------------- | ----------------------------------- |
| Wataru Morishige | 500 mètres    | 34 s 50       | Médaille de bronze, Jeux olympiques |
| Yuma Murakami    | 500 mètres    | 34 s 57       | 8e                                  |
| Tatsuya Shinhama | 500 mètres    | 35 s 12       | 20e                                 |
| Wataru Morishige | 1 000 mètres  | 1 min 9 s 47  | 16e                                 |
| Ryota Kojima     | 1 000 mètres  | 1 min 9 s 97  | 20e                                 |
| Tatsuya Shinhama | 1 000 mètres  | 1 min 10 s    | 21e                                 |
| Seitaro Ichinohe | 1 500 mètres  | 1 min 45 s 53 | 10e                                 |
| Takuro Oda       | 1 500 mètres  | 1 min 46 s 60 | 17e                                 |
| Seitaro Ichinohe | 5 000 mètres  | 6 min 19 s 81 | 12e                                 |
| Ryosuke Tsuchiya | 10 000 mètres | 13 min 2 s 49 | 11e                                 |

| Athlète         | Épreuve      | Course           | Course                             |
| Athlète         | Épreuve      | Temps            | Rang                               |
| --------------- | ------------ | ---------------- | ---------------------------------- |
| Arisa Go        | 500 mètres   | 37 s 983         | 15e                                |
| Nao Kodaira     | 500 mètres   | 38 s 09          | 17e                                |
| Miho Takagi     | 500 mètres   | 37 s 12          | Médaille d'argent, Jeux olympiques |
| Nao Kodaira     | 1 000 mètres | 1 min 15 s 68    | 10e                                |
| Miho Takagi     | 1 000 mètres | 1 min 13 s 19 OR | Médaille d'or, Jeux olympiques     |
| Ayano Sato      | 1 500 mètres | 1 min 54 s 92    | 4e                                 |
| Miho Takagi     | 1 500 mètres | 1 min 53 s 72    | Médaille d'argent, Jeux olympiques |
| Nana Takagi     | 1 500 mètres | 1 min 55 s 34    | 8e                                 |
| Ayano Sato      | 3 000 mètres | 4 min 3 s 40     | 9e                                 |
| Miho Takagi     | 3 000 mètres | 4 min 1 s 77     | 6e                                 |
| Momoka Horikawa | 5 000 mètres | 7 min 6 s 92     | 10e                                |
| Misaki Oshigiri | 5 000 mètres | 7 min 1 s 17     | 8e                                 |

| Athlète          | Épreuve | Demi-finale | Demi-finale   | Demi-finale | Finale   | Finale        | Finale |
| Athlète          | Épreuve | Points      | Temps         | Rang        | Points   | Temps         | Rang   |
| ---------------- | ------- | ----------- | ------------- | ----------- | -------- | ------------- | ------ |
| Ryosuke Tsuchiya | Hommes  | 7           | 7 min 48 s 43 | 6e          | 6        | 7 min 58 s 82 | 6e     |
| Seitaro Ichinohe | Hommes  | 3           | 7 min 58 s 54 | 8e          | 3        | 7 min 48 s 56 | 8e     |
| Ayano Sato       | Femmes  | 40          | 8 min 28 s 77 | 2e          | 3        | 8 min 16 s 94 | 8e     |
| Nana Takagi      | Femmes  | 0           | 9 min 10 s 03 | 14e         | Éliminée | Éliminée      | 27e    |

| Athlète                            | Épreuve | Quart de finale                 | Quart de finale | Demi-finale                | Demi-finale | Finale                      | Finale                             |
| Athlète                            | Épreuve | Adversaire Temps                | Rang            | Adversaire Temps           | Rang        | Adversaire Temps            | Rang                               |
| ---------------------------------- | ------- | ------------------------------- | --------------- | -------------------------- | ----------- | --------------------------- | ---------------------------------- |
| Ayano Sato Miho Takagi Nana Takagi | Femmes  | Chine Victoire 2 min 53 s 61 OR | 1er             | ROC Victoire 2 min 58 s 93 | 1er         | Canada Défaite 3 min 4 s 47 | Médaille d'argent, Jeux olympiques |

### Patinage de vitesse sur piste courte (short-track)
| Athlète                                                                                                | Épreuve               | Série          | Série       | Quart de Finale | Quart de Finale | Demi-finale    | Demi-finale | Finale Finale B | Finale Finale B |
| Athlète                                                                                                | Épreuve               | Temps          | Rang        | Temps           | Rang            | Temps          | Rang        | Temps           | Rang            |
| --- | --------------------- | -------------- | ----------- | --------------- | --------------- | -------------- | ----------- | --------------- | --------------- |
| Katsunori Koike                                                                                        | 500 m hommes          | 41 s 199       | 4e          | Éliminé         | Éliminé         | Éliminé        | Éliminé     | Éliminé         | 26e             |
| Kota Kikuchi                                                                                           | 500 m hommes          | 42 s 176       | 3e          | Éliminé         | Éliminé         | Éliminé        | Éliminé     | Éliminé         | 22e             |
| Kazuki Yoshinaga                                                                                       | 1 000 m hommes        | 1 min 25 s 574 | 3e          | Disqualifié     | Disqualifié     | Éliminé        | Éliminé     | Éliminé         | 17e             |
| Shōgo Miyata                                                                                           | 1 000 m hommes        | 1 min 24 s 367 | 4e          | Éliminé         | Éliminé         | Éliminé        | Éliminé     | Éliminé         | 23e             |
| Kazuki Yoshinaga                                                                                       | 1 500 m hommes        | Non disputé    | Non disputé | 2 min 12 s 450  | 2e              | 2 min 14 s 014 | 3e          | 2 min 18 s 585  | 16e             |
| Kota Kikuchi                                                                                           | 1 500 m hommes        | Non disputé    | Non disputé | 2 min 15 s 243  | 4e              | Éliminé        | Éliminé     | Éliminé         | 22e             |
| Shōgo Miyata                                                                                           | 1 500 m hommes        | Non disputé    | Non disputé | 2 min 13 s 799  | 5e              | Éliminé        | Éliminé     | Éliminé         | 27e             |
| Katsunori Koike Kazuki Yoshinaga Kota Kikuchi Shōgo Miyata                                             | Relais hommes 5 000 m | Non disputé    | Non disputé | Non disputé     | Non disputé     | 6 min 40 s 446 | 3e          | 6 min 40 s 545  | 8e              |
| Sumire Kikuchi                                                                                         | 500 m femmes          | 42 s 829       | 3e          | 56 s 092        | 3e              | Éliminée       | Éliminée    | Éliminée        | 12e             |
| Shione Kaminaga                                                                                        | 1 000 m femmes        | 1 min 28 s 465 | 4e          | Éliminée        | Éliminée        | Éliminée       | Éliminée    | Éliminée        | 25e             |
| Sumire Kikuchi                                                                                         | 1 000 m femmes        | 1 min 30 s 152 | 2e          | 1 min 37 s 170  | 5e              | Éliminée       | Éliminée    | Éliminée        | 19e             |
| Yuki Kikuchi                                                                                           | 1 000 m femmes        | 1 min 28 s 764 | 4e          | Éliminée        | Éliminée        | Éliminée       | Éliminée    | Éliminée        | 27e             |
| Shione Kaminaga                                                                                        | 1 500 m femmes        | Non disputé    | Non disputé | 2 min 22 s 261  | 5e              | Éliminée       | Éliminée    | Éliminée        | 27e             |
| Sumire Kikuchi                                                                                         | 1 500 m femmes        | Non disputé    | Non disputé | 2 min 23 s 359  | 3e              | -              | 6e Repêchée | 2 min 37 s 915  | 8e              |
| Yuki Kikuchi                                                                                           | 1 500 m femmes        | Non disputé    | Non disputé | 2 min 22 s 192  | 4e              | Éliminée       | Éliminée    | Éliminée        | 23e             |
| Katsunori Koike Kazuki Yoshinaga Kota Kikuchi Shōgo Miyata Shione Kaminaga Sumire Kikuchi Yuki Kikuchi | Relais mixte 2 000 m  | Non disputé    | Non disputé | 2 min 39 s 112  | 4e              | Éliminés       | Éliminés    | Éliminés        | 10e             |

### Saut à ski
| Athlète                                                       | Épreuve                   | Qualification | Qualification | Qualification | Finale   | Finale   | Finale   | Finale   | Finale  | Finale  | Finale  | Finale                             |
| Athlète                                                       | Épreuve                   | Qualification | Qualification | Qualification | 1er saut | 1er saut | 1er saut | 2e saut  | 2e saut | 2e saut | Total   | Total                              |
| Athlète                                                       | Épreuve                   | Distance      | Points        | Rang          | Distance | Points   | Rang     | Distance | Points  | Rang    | Points  | Rang                               |
| ------------------------------------------------------------- | ------------------------- | ------------- | ------------- | ------------- | -------- | -------- | -------- | -------- | ------- | ------- | ------- | ---------------------------------- |
| Junshirō Kobayashi                                            | Hommes (tremplin normal), | 121,5 m       | 101,4         | 32e           | 130,0 m  | 120,4    | 30e      | 134,0 m  | 131,6   | 18e     | 252,0   | 24e                                |
| Ryōyū Kobayashi                                               | Hommes (tremplin normal), | 128,0 m       | 121,3         | 9e            | 142,0 m  | 147,0    | 1re      | 138,0 m  | 145,8   | 2e      | 292,8   | Médaille d'argent, Jeux olympiques |
| Naoki Nakamura                                                | Hommes (tremplin normal), | 122,0 m       | 107,1         | 37e           | 134,0 m  | 128,6    | 17e      | 124,0 m  | 112,3   | 30e     | 240,9   | 29e                                |
| Yukiya Satō                                                   | Hommes (tremplin normal), | 126,0 m       | 111,7         | 23e           | 133,0 m  | 128,4    | 18e      | 134,5 m  | 132,2   | 17e     | 260,6   | 15e                                |
| Junshirō Kobayashi                                            | Hommes (grand tremplin),  | 93,0 m        | 88,2          | 26e           | 97,5 m   | 123,0    | 26e      | 92,5 m   | 111,0   | 26e     | 254,0   | 27e                                |
| Ryōyū Kobayashi                                               | Hommes (grand tremplin),  | 99,0 m        | 111,4         | 4e            | 104,5 m  | 145,4    | 1er      | 99,5 m   | 129,6   | 5e      | 275,0   | Médaille d'or, Jeux olympiques     |
| Naoki Nakamura                                                | Hommes (grand tremplin),  | 88,5 m        | 87,0          | 29e           | 93,5 m   | 114,5    | 38e      | Éliminé  | Éliminé | Éliminé | Éliminé | Éliminé                            |
| Yukiya Satō                                                   | Hommes (grand tremplin),  | 100,0 m       | 103,6         | 10e           | 95,0 m   | 118,1    | 32e      | Éliminé  | Éliminé | Éliminé | Éliminé | Éliminé                            |
| Junshirō Kobayashi Naoki Nakamura Ryoyu Kobayashi Yukiya Satō | Par équipes hommes        | Non disputé   | Non disputé   | Non disputé   | 513 m    | 438,5    | 5e       | 498,5 m  | 444,3   | 6e      | 882,8   | 5e                                 |
| Kaori Iwabuchi                                                | Femmes                    | Non disputé   | Non disputé   | Non disputé   | 94,5 m   | 94,8     | 11e      | 83,0 m   | 74,8    | 24e     | 169,6   | 18e                                |
| Sara Takanashi                                                | Femmes                    | Non disputé   | Non disputé   | Non disputé   | 98,5 m   | 108,7    | 5e       | 100,0 m  | 115,4   | 4e      | 224,1   | 4e                                 |
| Yūka Setō                                                     | Femmes                    | Non disputé   | Non disputé   | Non disputé   | 94,5 m   | 94,6     | 13e      | 83,5 m   | 81,9    | 19e     | 176,5   | 14e                                |
| Yūki Itō                                                      | Femmes                    | Non disputé   | Non disputé   | Non disputé   | 94,0 m   | 95,5     | 10e      | 82,0 m   | 81,2    | 20e     | 176,7   | 13e                                |
| Ryōyū Kobayashi Yukiya Satō Sara Takanashi Yūki Itō           | Par équipes mixte         | Non disputé   | Non disputé   | Non disputé   | 332,9 m  | 359,9    | 8e       | 378,5 m  | 476,4   | 2e      | 836,3   | 4e                                 |

### Ski acrobatique
| Athlète      | Épreuve           | Qualification | Qualification | Qualification | Qualification | Qualification | Finale   | Finale   | Finale   | Finale   | Finale   |
| Athlète      | Épreuve           | Course 1      | Course 2      | Course 3      | Meilleur      | Rang          | Course 1 | Course 2 | Course 3 | Meilleur | Rang     |
| ------------ | ----------------- | ------------- | ------------- | ------------- | ------------- | ------------- | -------- | -------- | -------- | -------- | -------- |
| Kokone Kondo | Slopestyle femmes | Forfait       | Forfait       | Forfait       | Forfait       | Forfait       | Forfait  | Forfait  | Forfait  | Forfait  | Forfait  |
| Saori Suzuki | Half-pipe femmes  | 68,75         | 66,25         | -             | 68,75         | 15e           | Éliminée | Éliminée | Éliminée | Éliminée | Éliminée |

| Athlète          | Épreuve | Qualification | Qualification | Qualification | Qualification | Finale   | Finale   | Finale   | Finale   | Finale   | Finale                              |
| Athlète          | Épreuve | Course 1      | Course 1      | Course 2      | Course 2      | Finale 1 | Finale 1 | Finale 2 | Finale 2 | Finale 3 | Finale 3                            |
| Athlète          | Épreuve | Points        | Rang          | Points        | Rang          | Points   | Rang     | Points   | Rang     | Points   | Rang                                |
| ---------------- | ------- | ------------- | ------------- | ------------- | ------------- | -------- | -------- | -------- | -------- | -------- | ----------------------------------- |
| Daichi Hara      | Hommes  | 76,11         | 8e            | Exempt        | Exempt        | 78,59    | 3e       | 76,82    | 7e       | Éliminé  | 7e                                  |
| Ikuma Horishima  | Hommes  | 74,40         | 16e           | 76,19         | 5e            | 77,91    | 5e       | 79,58    | 3e       | 81,48    | Médaille de bronze, Jeux olympiques |
| So Matsuda       | Hommes  | 73,35         | 18e           | 73,35         | 13e           | Éliminé  | Éliminé  | Éliminé  | Éliminé  | Éliminé  | 23e                                 |
| Kosuke Sugimoto  | Hommes  | 76,26         | 6e            | Exempt        | Exempt        | 79,01    | 2e       | 75,73    | 9e       | Éliminé  | 9e                                  |
| Junko Hoshino    | Femmes  | 75,38         | 6e            | Exempte       | Exempte       | 73,19    | 13e      | Éliminée | Éliminée | Éliminée | 13e                                 |
| Anri Kawamura    | Femmes  | 76,36         | 5e            | Exempte       | Exempte       | 80,72    | 2e       | 78,84    | 3e       | 77,12    | 5e                                  |
| Kisara Sumiyoshi | Femmes  | 68,14         | 18e           | 72,58         | 2e            | 71,52    | 15e      | Éliminée | Éliminée | Éliminée | 15e                                 |
| Hinako Tomitaka  | Femmes  | 65,08         | 18e           | 71,93         | 4e            | 69,99    | 19e      | Éliminée | Éliminée | Éliminée | 19e                                 |

| Athlète        | Épreuve | Qualification | Qualification | Huitième de finale | Quart de finale | Demi-finale | Finale A Finale B | Classement final |
| Athlète        | Épreuve | Temps         | Rang          | Rang               | Rang            | Rang        | Rang              | Classement final |
| -------------- | ------- | ------------- | ------------- | ------------------ | --------------- | ----------- | ----------------- | ---------------- |
| Satoshi Furuno | Hommes  | 1 min 13 s 46 | 22e           | 4e                 | Éliminé         | Éliminé     | Éliminé           | 26e              |
| Ryo Sugai      | Hommes  | 1 min 12 s 29 | 3e            | 3e                 | Éliminé         | Éliminé     | Éliminé           | 17e              |

### Ski alpin
| Athlète           | Épreuve             | 1re manche   | 1re manche | 2e manche    | 2e manche | Total         | Total    |
| Athlète           | Épreuve             | Temps        | Rang       | Temps        | Rang      | Temps         | Rang     |
| ----------------- | ------------------- | ------------ | ---------- | ------------ | --------- | ------------- | -------- |
| Yohei Koyama      | Slalom hommes       | Abandon      | Abandon    | Éliminé      | Éliminé   | Éliminé       | Éliminé  |
| Asa Andō          | Slalom femmes       | Abandon      | Abandon    | Éliminée     | Éliminée  | Éliminée      | Éliminée |
| Sakurako Mukogawa | Slalom femmes       | 1 min 1 s 43 | 29e        | 59 s 56      | 23e       | 2 min 0 s 99  | 24e      |
| Asa Andō          | Slalom géant femmes | 56 s 09      | 36e        | 56 s 64      | 37e       | 1 min 52 s 73 | 35e      |
| Sakurako Mukogawa | Slalom géant femmes | 1 min 3 s 39 | 36e        | 1 min 3 s 38 | 33e       | 2 min 6 s 77  | 31e      |

### Ski de fond
| Athlète                                                  | Épreuve                   | Classique     | Classique   | Libre             | Libre             | Total             | Total |
| Athlète                                                  | Épreuve                   | Temps         | Rang        | Temps             | Rang              | Temps             | Rang  |
| -------------------------------------------------------- | ------------------------- | ------------- | ----------- | ----------------- | ----------------- | ----------------- | ----- |
| Naoto Baba                                               | Skiathlon (15 km + 15 km) | 43 min 13 s 8 | 44e         | 40 min 52 s 4     | 31e               | 1 h 24 min 43 s 9 | 35e   |
| Ryo Hirose                                               | Skiathlon (15 km + 15 km) | 43 min 4 s 4  | 43e         | 41 min 41 s 1     | 40e               | 1 h 25 min 17 s 7 | 41e   |
| Haruki Yamashita                                         | Skiathlon (15 km + 15 km) | 45 min 6 s    | 57e         | A concédé un tour | A concédé un tour | A concédé un tour | 53e   |
| Ryo Hirose                                               | 15 km classique           | Non disputé   | Non disputé | Non disputé       | Non disputé       | 41 min 30 s 5     | 43e   |
| Hiroyuki Miyazawa                                        | 15 km classique           | Non disputé   | Non disputé | Non disputé       | Non disputé       | 43 min 47 s 5     | 67e   |
| Naoto Baba                                               | 50 km libre 30 km libre   | Non disputé   | Non disputé | Non disputé       | Non disputé       | 1 h 14 min 52 s 7 | 24e   |
| Ryo Hirose Hiroyuki Miyazawa Naoto Baba Haruki Yamashita | Relais 4 × 10 km          | Non disputé   | Non disputé | Non disputé       | Non disputé       | 2 h 3 min 1 s 5   | 10e   |

| Athlète                                                  | Épreuve                     | Classique     | Classique   | Libre         | Libre       | Total             | Total |
| Athlète                                                  | Épreuve                     | Temps         | Rang        | Temps         | Rang        | Temps             | Rang  |
| -------------------------------------------------------- | --------------------------- | ------------- | ----------- | ------------- | ----------- | ----------------- | ----- |
| Masako Ishida                                            | Skiathlon (7,5 km + 7,5 km) | 24 min 26 s 3 | 28e         | 23 min 41 s 1 | 35e         | 48 min 44 s 7     | 27e   |
| Chika Kobayashi                                          | Skiathlon (7,5 km + 7,5 km) | 25 min 52 s 5 | 49e         | 24 min 21 s 9 | 46e         | 50 min 55 s 4     | 50e   |
| Masae Tsuchiya                                           | Skiathlon (7,5 km + 7,5 km) | 24 min 39 s   | 33e         | 23 min 56 s 6 | 37e         | 49 min 13 s 6     | 35e   |
| Miki Kodama                                              | Skiathlon (7,5 km + 7,5 km) | 26 min 17 s 4 | 52e         | 24 min 45 s   | 53e         | 51 min 48 s 3     | 52e   |
| Masako Ishida                                            | 10 km classique             | Non disputé   | Non disputé | Non disputé   | Non disputé | 30 min 50 s 6     | 27e   |
| Chika Kobayashi                                          | 10 km classique             | Non disputé   | Non disputé | Non disputé   | Non disputé | 32 min 10 s       | 54e   |
| Masae Tsuchiya                                           | 10 km classique             | Non disputé   | Non disputé | Non disputé   | Non disputé | 31 min 41 s 5     | 46e   |
| Masako Ishida                                            | 30 km libre                 | Non disputé   | Non disputé | Non disputé   | Non disputé | 1 h 32 min 6 s 3  | 26e   |
| Masae Tsuchiya                                           | 30 km libre                 | Non disputé   | Non disputé | Non disputé   | Non disputé | 1 h 34 min 47 s 6 | 36e   |
| Miki Kodama                                              | 30 km libre                 | Non disputé   | Non disputé | Non disputé   | Non disputé | 1 h 39 min 53 s 8 | 50e   |
| Chika Kobayashi                                          | 30 km libre                 | Non disputé   | Non disputé | Non disputé   | Non disputé | 1 h 43 min 33 s 1 | 55e   |
| Masako Ishida Masae Tsuchiya Chika Kobayashi Miki Kodama | Relais 4 × 5 km             | Non disputé   | Non disputé | Non disputé   | Non disputé | 58 min 40 s 6     | 11e   |

| Athlète           | Épreuve           | Qualification | Qualification | Quart de finale | Quart de finale | Demi-finale | Demi-finale | Finale  | Finale  |
| Athlète           | Épreuve           | Temps         | Rang          | Temps           | Rang            | Temps       | Rang        | Temps   | Rang    |
| ----------------- | ----------------- | ------------- | ------------- | --------------- | --------------- | ----------- | ----------- | ------- | ------- |
| Hiroyuki Miyazawa | Individuel hommes | 2 min 54 s 64 | 32e           | Éliminé         | Éliminé         | Éliminé     | Éliminé     | Éliminé | Éliminé |
| Haruki Yamashita  | Individuel hommes | 3 min 2 s 60  | 57e           | Éliminé         | Éliminé         | Éliminé     | Éliminé     | Éliminé | Éliminé |

### Snowboard
| Athlète          | Épreuve | Qualification | Qualification | Qualification | Qualification | Qualification | Finale   | Finale   | Finale   | Finale   | Finale                              |
| Athlète          | Épreuve | Course 1      | Course 2      | Course 3      | Meilleur      | Rang          | Course 1 | Course 2 | Course 3 | Meilleur | Rang                                |
| ---------------- | ------- | ------------- | ------------- | ------------- | ------------- | ------------- | -------- | -------- | -------- | -------- | ----------------------------------- |
| Kaito Hamada     | Hommes  | 80,75         | 41,78         | 55,75         | 136,50        | 15e           | Éliminé  | Éliminé  | Éliminé  | Éliminé  | Éliminé                             |
| Hiroaki Kunitake | Hommes  | 83,75         | 61,50         | 74,50         | 158,25        | 4e            | 82,25    | 50,25    | 84,00    | 166,25   | 4e                                  |
| Takeru Otsuka    | Hommes  | 68,50         | 75,50         | 91,50         | 160,00        | 2e            | 17,25    | 95,00    | 33,75    | 128,75   | 9e                                  |
| Ruki Tobita      | Hommes  | 25,75         | 16,25         | 20,25         | 46,00         | 29e           | Éliminé  | Éliminé  | Éliminé  | Éliminé  | Éliminé                             |
| Reira Iwabuchi   | Femmes  | 83,00         | 75,50         | 11,75         | 158,50        | 3e            | 83,75    | 82,25    | 37,00    | 166,00   | 4e                                  |
| Kokomo Murase    | Femmes  | 85,00         | 72,75         | 86,00         | 171,00        | 2e            | 80,00    | 91,50    | 12,00    | 171,50   | Médaille de bronze, Jeux olympiques |
| Miyabi Onitsuka  | Femmes  | 80,75         | 72,25         | 73,50         | 154,25        | 5e            | 9,50     | 54,50    | 10,75    | 65,25    | 11e                                 |

| Athlète       | Épreuve | Qualification | Qualification | Qualification | Qualification | Finale   | Finale   | Finale   | Finale   | Finale                              |
| Athlète       | Épreuve | Course 1      | Course 2      | Meilleur      | Rang          | Course 1 | Course 2 | Course 3 | Meilleur | Rang                                |
| ------------- | ------- | ------------- | ------------- | ------------- | ------------- | -------- | -------- | -------- | -------- | ----------------------------------- |
| Ayumu Hirano  | Hommes, | 87,25         | 93,25         | 93,25         | 1er           | 33,75    | 91,75    | 96,00    | 96,00    | Médaille d'or, Jeux olympiques      |
| Kaishu Hirano | Hommes, | 74,75         | 77,25         | 77,25         | 9e            | 75,50    | 37,75    | 15,75    | 75,50    | 9e                                  |
| Ruka Hirano   | Hommes, | 80,75         | 87,00         | 87,00         | 3e            | 13,00    | 11,75    | 9,25     | 13,00    | 12e                                 |
| Yūto Totsuka  | Hommes, | 84,50         | 12,00         | 84,50         | 6e            | 62,00    | 69,75    | 26,50    | 69,75    | 10e                                 |
| Kurumi Imai   | Femmes, | 54,75         | 49,75         | 54,75         | 15e           | Éliminée | Éliminée | Éliminée | Éliminée | Éliminée                            |
| Mitsuki Ono   | Femmes, | 79,50         | 83,75         | 83,75         | 2e            | 71,50    | 25,50    | 29,00    | 71,50    | 9e                                  |
| Ruki Tomita   | Femmes, | 74,25         | 66,25         | 74,25         | 6e            | 16,50    | 19,75    | 80,50    | 80,50    | 5e                                  |
| Sena Tomita   | Femmes, | 75,75         | 52,00         | 75,75         | 5e            | 86,00    | 88,25    | 9,25     | 88,25    | Médaille de bronze, Jeux olympiques |

| Athlète          | Épreuve | Qualification | Qualification | Qualification | Qualification | Finale   | Finale   | Finale   | Finale   | Finale   |
| Athlète          | Épreuve | Course 1      | Course 2      | Meilleur      | Rang          | Course 1 | Course 2 | Course 3 | Meilleur | Rang     |
| ---------------- | ------- | ------------- | ------------- | ------------- | ------------- | -------- | -------- | -------- | -------- | -------- |
| Kaito Hamada     | Hommes  | 56,06         | 67,45         | 67,45         | 12e           | 25,90    | 15,91    | 59,36    | 59,36    | 8e       |
| Hiroaki Kunitake | Hommes  | 50,36         | 51,43         | 51,43         | 21e           | Éliminé  | Éliminé  | Éliminé  | Éliminé  | Éliminé  |
| Takeru Otsuka    | Hommes  | 32,93         | 74,93         | 74,93         | 6e            | 52,75    | 50,58    | 52,80    | 52,80    | 10e      |
| Ruki Tobita      | Hommes  | 29,23         | 56,58         | 56,58         | 19e           | Éliminé  | Éliminé  | Éliminé  | Éliminé  | Éliminé  |
| Reira Iwabuchi   | Femmes  | 48,51         | 67,00         | 67,00         | 11e           | 75,60    | 80,03    | 46,15    | 80,03    | 5e       |
| Kokomo Murase    | Femmes  | 74,95         | 81,45         | 81,45         | 2e            | 48,50    | 49,05    | 48,00    | 49,05    | 10e      |
| Miyabi Onitsuka  | Femmes  | 42,60         | 46,58         | 46,58         | 19e           | Éliminée | Éliminée | Éliminée | Éliminée | Éliminée |

| Athlète         | Épreuve | Qualification | Qualification | Huitième de finale           | Quart de finale | Demi-finale | Finale     | Finale |
| Athlète         | Épreuve | Temps         | Rang          | Adversaire                   | Adversaire      | Adversaire  | Adversaire | Rang   |
| --------------- | ------- | ------------- | ------------- | ---------------------------- | --------------- | ----------- | ---------- | ------ |
| Tsubaki Miki    | Femmes  | 1 min 27 s 15 | 3e            | Kotnik Défaite (Abandon)     | Éliminée        | Éliminée    | Éliminée   | 9e     |
| Tomoka Takeuchi | Femmes  | 1 min 28 s 83 | 15e           | Hofmeister Défaite (Abandon) | Éliminée        | Éliminée    | Éliminée   | 15e    |

| Athlète          | Épreuve | Qualification | Qualification | Huitième de finale | Quart de finale | Demi-finale | Finale A Finale B | Classement final |
| Athlète          | Épreuve | Temps         | Rang          | Rang               | Rang            | Rang        | Rang              | Classement final |
| ---------------- | ------- | ------------- | ------------- | ------------------ | --------------- | ----------- | ----------------- | ---------------- |
| Yoshiki Takahara | Hommes  | 1 min 19 s 16 | 23e           | 1er                | Abandon         | Éliminé     | Éliminé           | Éliminé          |
| Yuka Nakamura    | Femmes  | Forfait       | Forfait       | Forfait            | Forfait         | Forfait     | Forfait           | Forfait          |